# Schutzleitungssystem
Schutzleitungssystem war die frühere Bezeichnung für eine Schutzmaßnahme, die auch heute noch als Isolationsüberwachung im IT-Netz angewendet wird. Da sie im öffentlichen Stromnetz nicht angewendet werden darf, ist sie auch weniger bekannt als andere Schutzmaßnahmen.

## Grundlagen
Im isolierten Netz kommt es durch einen einfachen Erdschluss nicht zum Ansprechen der Schutzeinrichtungen. Dadurch bedingt kann ein Isolationsfehler an einem aktiven Leiter lange Zeit unbemerkt bleiben. Bei einem dann auftretenden Doppelfehler kann dies zu einer gefährlich hohen Fehlerspannung führen. Aus diesem Grund ist es erforderlich, dass der Isolationswiderstand im IT-Netz ständig überwacht wird. Die Isolationsüberwachung ist nur im IT-Netz als Schutzmaßnahme zugelassen. In TN-Netzen und TT-Netzen würde diese Maßnahme alleine keinen ausreichenden Schutz gewährleisten. Bei dieser Schutzmaßnahme erfolgt der Schutz im Fehlerfall durch Meldung. Eine zu hohe Berührungsspannung wird durch einen Potentialausgleich aller Anlagenteile vermieden.

## Aufbau und Funktion

IT-System mit Isolationsüberwachung

Grundvoraussetzung für die Funktion dieser Schutzmaßnahme ist, dass die Anlage, in der diese Schutzmaßnahme verwendet wird, eine separate Stromversorgung besitzt und vom übrigen Netz isoliert betrieben wird. Neben der Erdung aller Gehäuseteile und dem Potentialausgleich ist bei dem Schutz durch Isolationsüberwachungseinrichtungen ein zusätzlicher örtlicher Potentialausgleich vorgeschrieben. Durch diesen zusätzlichen Potentialausgleich soll eine absolute Potentialgleichheit in einem örtlich begrenzten Bereich erreicht werden. Die Einbeziehung fremder leitfähiger Teile in die Erdungsmaßnahme ist jedoch eine Ermessensfrage des Errichters der Anlage. Bei einem einfachen Fehlerfall erfolgt eine Meldung über den Fehlerzustand der Anlage. Die Meldung kann optisch oder akustisch erfolgen. Damit gewährleistet ist, dass die Fehlermeldung auch erkannt wird, werden die Meldungen sinnvollerweise sowohl optisch als auch akustisch gegeben. Da im einfachen Fehlerfall keine zu hohe Berührungsspannung gegen Erde entsteht, kann die Anlage gefahrlos weiterbetrieben werden und eingeleitete Arbeitsprozesse können noch abgeschlossen werden, allerdings muss der erste Fehler unverzüglich beseitigt werden.

## Verschiedene Systeme
Grundsätzlich wird mit der Isolationsüberwachungseinrichtung der Isolationszustand der Anlage gegen Erde laufend festgestellt, wobei die Überwachungseinrichtung die niederohmige Verbindung eines Außenleiters mit Erdpotential als Fehler erkennt. Eine niederohmige Verbindung besteht dann, wenn der Isolationswiderstand der Anlage unter einen bestimmten Grenzwert fällt. Dieser Fehlerfall wird gemeldet. Eine Methode einer Isolationsüberwachungseinrichtung ist der Isolationswächter. Mit ihm lassen sich auch während des laufenden Betriebes Isolationsfehler feststellen. Allerdings ist es mit diesen Geräten nicht möglich, die Fehlerstelle zu lokalisieren. Da jedoch ein erster Fehler schnellstmöglich zu eliminieren ist, die manuelle Suche nach der Fehlerursache aber teilweise sehr lange dauern kann, sind hierbei Isolationsfehler-Suchsysteme vorteilhaft. Werden Isolationsüberwachungssysteme zur Überwachung von Stromkreisen mit überlagerter Fremdgleichspannung eingesetzt, müssen hier spezielle Geräte mit geeigneter Messspannung verwendet werden, die von der Fremdgleichspannung nicht außer Funktion gesetzt werden können.
Im Untertagebergbau und in explosionsgefährdeten Bereichen werden zur laufenden Überwachung von Isolationsfehlern Erdschluss-Sperren eingesetzt. Diese ermöglichen auch eine Isolationsüberwachung abgeschalteter Stichleitungen. Für die Isolationsüberwachung von Steuerstromkreisen bis 42 Volt Wechselspannung werden Erdschlussrelais eingesetzt. Diese Erdschlussrelais dienen auch als Wiedereinschaltsperre in abgeschalteten Stichleitungen bis 1000 Volt Wechselspannung.

## Mögliche Einsatzbereiche
Diese Schutzmaßnahme ist nach Norm nur in begrenzten Anlagen zulässig. Nachfolgend sind mögliche Einsatzbereiche dieser Schutzmaßnahme zusammengestellt.
In Krankenhäusern wird beispielsweise diese Schutzmaßnahme in medizinisch genutzten Räumen verwendet, bei denen auch im Fehlerfall eine Fortsetzung der Behandlung erforderlich ist. Im Fehlerfall kann die Versorgung aufrechterhalten werden und die Fehlerbeseitigung oder die Verlegung des Patienten eingeleitet werden.
Weiterhin findet diese Schutzmaßnahme in Bergwerken ihre Anwendung. Damit die Betriebsfähigkeit von wichtigen elektrischen Betriebsmitteln oder von Navigations- und Steuereinrichtungen bei einem Isolationsfehler nicht sofort ausfällt, kann bei Schiffen ebenfalls die Isolationsüberwachung eingesetzt werden. Auch hier liegt die Priorität auf der Meldung des Fehlers bei gleichzeitiger Aufrechterhaltung der Betriebsfunktion.

## Normen
- IEC 60364-4-1/VDE 0100 Teil 410 Schutzeinrichtung und Abschaltbedingungen
- IEC 60364-7-710/VDE 0100 Teil 710 Elektrische Sicherheit in medizinisch genutzten Bereichen